# Volcán Tecapa
El volcán Tecapa está ubicado en el municipio de Alegría, departamento de Usulután, El Salvador. Tiene una elevación de 1.593 m s. n. m., y es parte de la Sierra Tecapa-Chinameca.
Su cráter contiene la Laguna de Alegría, rodeada por fuentes termales y fumarolas. Este sitio es un atractivo turístico, y fue bautizado por la poetisa Gabriela Mistral como la  "Esmeralda de América".Además, en las faldas del volcán, en el norte, se encuentran los ausoles o fumarolas conocidos como "El Bufadero", "Tronador", "Tronadorcito", "Loma China" y "El Pinar"

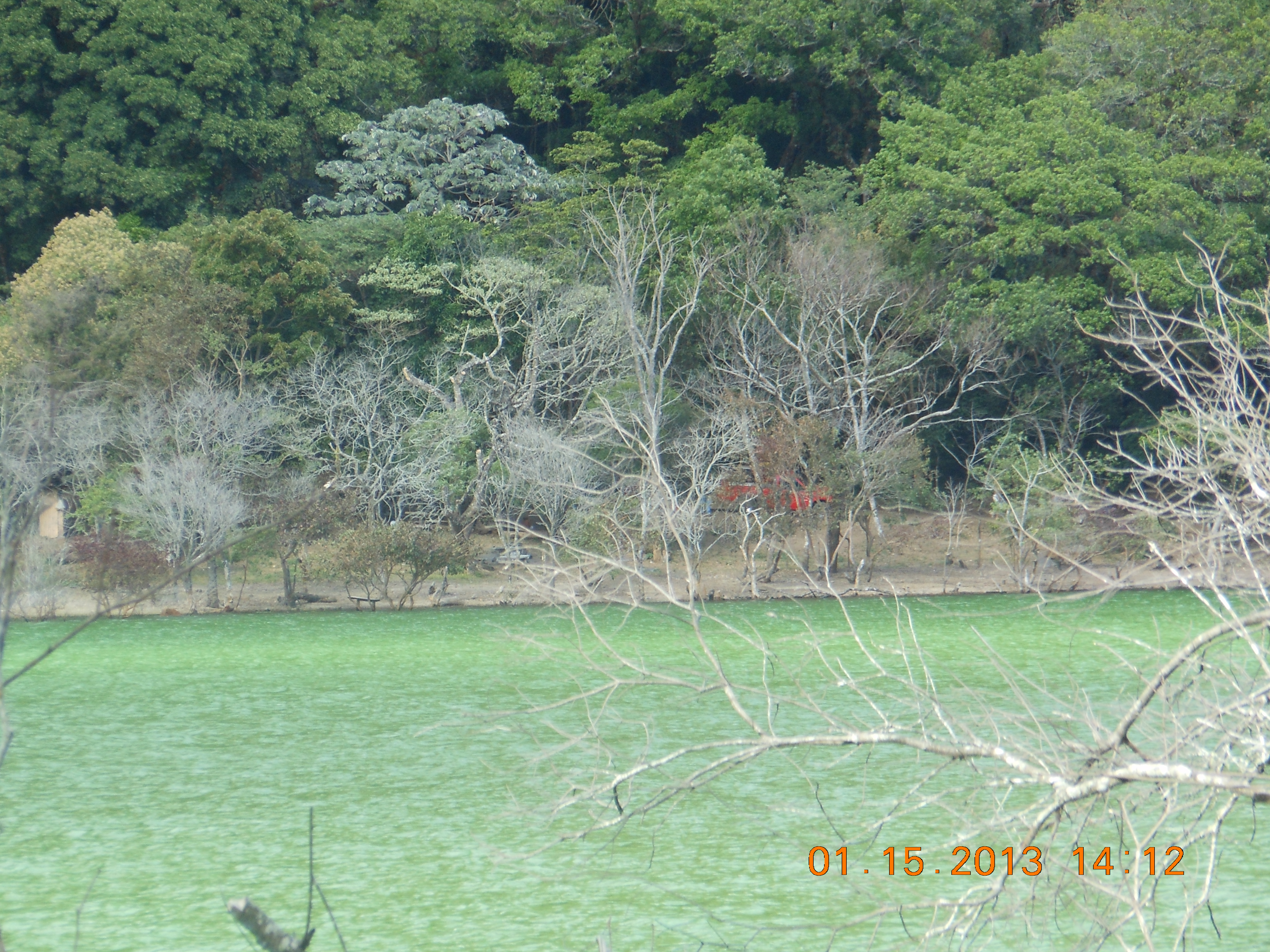

La carretera que conduce de la ciudad de Alegría a la laguna de Alegría fue inaugurada a las 10 a. m. del 29 de diciembre de 1928 por el presidente Pío Romero Bosque; en la ribera de la laguna, los vecinos y autoridades locales de Alegría hicieron una artística enramada en la que muchos vecinos de oriente se dieron cita para acompañar al presidente y su comitiva para expresar gratitud al gobierno, a la junta encargada de los trabajos y a las autoridades locales por la obra del nuevo camino.

## Geología
El antiguo edificio en el que está el volcán tecapa, ha pasado durante dos erupciones explosivas volcánica, en la ciudad de Berlin, se encuentra una antigua caldera volcánica, que fue el producto de la erupción del antiguo edificio volcánico hace 100,000. La formación del edificio actual del volcán Tecapa, fue después de la erupción de Roca Pomez Rosada Dacítico, que fue una erupción pliniana explosiva, arrojó 7.8 km³ de Tefra, lo que la hizo una erupción IEV 5.9
La última erupción explosiva fue alrededor de 61,000 A.C, fue una gran erupción Pliniana, que alcanzó una columna eruptiva de 32 km, la eyección de la erupción fue de 10.4 km³ de Tefra, lo que es caracterizado cómo erupción IEV de 6.
Se desconocen más erupciones, pero el edificio volcánico ha ido creciendo junto a lo largo de una falla, junto a conos de escoria que lo rodean.